# Francesco Frattini
Pour les articles homonymes, voir Frattini.
Francesco Frattini est un ancien coureur cycliste italien, né le 18 janvier 1967 à Varèse. Ses frères Davide et Cristiano furent également professionnels.

## Biographie
En 2008, il est recruté en tant que directeur sportif par l'équipe TelTeck H2O, qui ne voit finalement pas le jour. Frattini et plusieurs coureurs se retrouvent sans employeur.

## Palmarès

### Palmarès amateur
- 1989
  - Gran Premio di Diano Marina
- 1990
  - Gran Premio Sannazzaro
  - Circuito Molinese
  - 2e de Milan-Rapallo
- 1991
  - Milan-Rapallo
  - 2e de la Freccia dei Vini
- 1992
  - Coppa Giuseppe Romita

### Palmarès professionnel
- 1993
  - 3e de Milan-Turin
- 1995
  - Semaine catalane :
    - Classement général
    - 3e étape

  - Grand Prix de Francfort
  - 5e étape de la Bicyclette basque
  - 3e étape du Tour de France (contre-la-montre par équipes)
  - 2e du Tour du Frioul
  - 3e de la Bicyclette basque
  - 3e du Tour du Trentin
  - 8e de la Flèche wallonne
- 1996
  - 4e étape du Tour du Pays basque
- 1997
  - 2e du Trofeo Laigueglia
  - 3e du Tour méditerranéen

## Résultats sur les grands tours

### Tour de France
4 participations
- 1995 : 77e,vainqueur de la 3e étape (contre-la-montre par équipes)
- 1996 : 100e
- 1997 : non-partant (14e étape)
- 1998 : 93e

### Tour d'Italie
2 participations
- 1995 : 29e
- 1997 : 71e